# S115 (Amsterdam)
De S115 (stadsroute 115) is een stadsroute in Amsterdam. De weg loopt parallel aan de A10.

## Traject
De S115 (IJdoornlaan) is een kort stuk weg dat het oostelijke deel van Amsterdam-Noord verbindt met de S116 en de A10. De IJdoornlaan, zoals de straat heet, is naar de inzichten van de jaren '60 ingericht als een soort snelweg. Hij ligt in het gebied Kadoelen in de overgang van Amsterdam-Noord naar Landsmeer. 
De S116 (Leeuwarderweg) is een autoweg die naar de IJtunnel en het Centrum gaat en die ook aansluit op de N247 richting Volendam.
Ringweg A10 (Ringweg-West, -Noord / -Oost / -Zuid)

Overige autosnelwegen:
voorheen Muiderstraatweg (A1) · 
Utrechtseweg (A2) · 
Haagseweg (A4) · 
Westrandweg (A5) · 
Coentunnelweg (A8) ·
Gaasperdammerweg (A9)

Stadsroutes:
S100 ·
S101 ·
S102 ·
S103 ·
S104 ·
S105 ·
S106 ·
S107 ·
S108 ·
S109 ·
S110 ·
S111 ·
S112 ·
S113 ·
S114 ·
S115 ·
S116 ·
S117 ·
S118

Overige wegen:
Gooiseweg ·
Haarlemmerweg ·
Nieuwe Leeuwarderweg ·
Nieuwe Utrechtseweg

Knooppunten:
Amstel ·
Coenplein ·
De Nieuwe Meer ·
Holendrecht ·
Watergraafsmeer